# التعلم القائم على الفريق
التعلم القائم على الفريق (بالإنجليزية: Team-Based Learning)‏ ويُشار إليه اختصارًا: TBL؛ هو إجراء إستراتيجي يعتمد على تطوير الأداء العالي للفرق التعليمية مما يعزز بشكل كبير جودة استيعاب الطالب وتدريبه على أي منهج. وللتعلم القائم على الفريق استخدامان مختلفان، الأول في الجامعات، حين أشاع لاري ميشيلسين أسلوب التعلم القائم على الفريق بينما كان يعمل في جامعة أوكلاهوما، ومن هنا ضمّن هذا الأسلوب في الخطة الأكاديمية، في حين أن الاستخدام الثاني لهذا الاسلوب يوصف على أنه إجراء للتدريس ولتطوير الناس في مكان العمل.

## في المؤسسات التعليمية
الملامح الأساسية لنظرية التعلم القائم على الفريق هي كما يلي:
1. دائم (على المدى الطويل) بحيث يقوم المعلم بتكوين فريق من 5-7 طلاب من ذوي الإمكانيات والمهارات والخلفيات المتنوعة.
2. في اللقاء الصفي الأول لكل مساق دراسي وشعبه أيضًا، تتم المساءلة عن النشاطات المطلوبة خارج الصف مثل المطالعة والواجبات المنزلية والتي تعتبر أولوية لها موضوع ووقت محدد من أسبوع إلى ثلاثة أسابيع وتجري هذه المساءلة من قبل ما يسمى عملية ضمان الجاهزية، وذلك من خلال (أ) إجابة الأفراد (مجموعة أسئلة عددها من 5- 15 سؤال) اختبار ضمان الجاهزية (أي ار ايه تي)، (ب) فوري بعد ذلك إجراء نفس الامتحان مرة أخرى مع أعضاء الفريق الواحد على ورقة منفردة (تي ار ايه تي)، (ج) الطلاب، الذين استلموا بطبيعة الحال نتائجهم كأفراد ونتائج فرقهم عليهم يسجلوا أجوبتهم على أية أسئلة كان الفريق قد فوتها أثناء الـ تي ار ايه تي، وإذا كانوا قد دونوه من إجابات يدعم رؤيتهم، و، (هـ) المعلم يجمع الأسئلة التي أجاب عليها الطلاب.
3. التحفيز على العمل سويًا كفريق بشكل فعّال، من خلال إعطاء نقاط للمساق لنشاطات الفريق (مثل التي ار ايه تي)، أما السمة المميزة لنشاطات الفريق فهي المشاريع الطويلة المدى، وهي تلك التي يقوم الفريق بالعمل عليها لفترة أطول معتمدًا على ما تعلمه، يتم إعطائه نقاط بناء على ترابط الفريق سويًا. ومن الضرورة إعطاء العلامات كنوع من العرفان للعضو الذي قدم أداءً وتعاونًا، وفي المقابل يتم حجب وإبعاد العضو الذي تواكل على أعضاء الفريق ولم يبذل جهدًا.
4. في التدريبات الصفية والتي (أ) التخصيص (المتعلقة بأهمية أهداف المساق، وتهتم بمستقبل عمل الطالب والذي يفترض أن الدورة حضرته له، (ب) متشابه مع كل الفرق في الدورة أو المساق، (ج) عن صنع القرار- تقديم إجابة بسيطة- مبنية على تحليلات معقدة للبيانات أو تطبيقات عناصر المساق (د) بالمحازاة وفي نفس الوقت يتم تمرير التقارير وتقييمها لكل الصف من قبل المعلم أو المدرب.

## فوائده في العملية الأكاديمية
تم اقتراح التعلم القائم على الفريق لمساعدة الطلبة القادرين على استيعاب المواد، ولا يقومون بتقديم واجباتهم المدرسية، ولديهم صعوبة في فهم المواد وبإمكان الفرق الأساسية للتعليم نقل المحتوى التقليدي من خلال التطبيقات ومهارات حل المشاكل، بينما تقوم بتطوير المهارات الشخصية، أيضا بإمكان الفرق الأساسية للتعليم أن تكون مهمة في تطوير المهارات والقدرات للأعمال التجارية المتعلقة بالمنظمات، المهن والمصانع والتي يتطلب فيها عمل الفرق سويًا للتعلم، والتعاون والدراسة وتحقيق النجاح سويًا، وهذا يعتبر أمراً ضروريًا بالنسبة لهذا النوع من البيئات.
العديد من مدارس الطب تبنت نسخ من الفرق الأساسية للتعليم لاستخدامها بسبب الكثير من المنافع التي ذكرناها سابقًا، أيضًا للحفاظ على المعرفة التي تلقاها الطلبة على المدى الطويل وفقًا لدراسة اجريت من قبل كلية الطب في جامعة واشنطن، الأفراد الذي يتعلمون من خلال التعلم القائم على الفريق، تتركز عندهم المعرفة على المدى الطويل بشكل أكبر بالمقارنة بالطريقة التقليدية لإلقاء المحاضرات.

## في أماكن العمل
التطوير اللاحق لاستخدام يصف هذه العملية التعليمة بالمطورة للناس في أماكن العمل هي مجموعة من المباديء التطويرية والتنموية وإجراءات تعتبر جزء لا يتجزء من الحياة اليومية للفرق، بحيث تبقى الفرق التعليمية مستمرة في التعلم والتطور النشاطات التنموية ليست جديدة، التدريب والواجبات المشددة ومراجعة الدروس السابقة على اية حال، مثل هذه الأنشطة التنموية تجرى بطريقة منتظمة وغير منتظمة، الفائدة من الفرق الاساسية للتعليم تتمثل في ان بإمكان كل شخص داخل الفريق من المشاركة في نشاطات التنمية بشكل مستمر، لأن الأنشطة تقدم فوائد من شأنها تحفيز الفريق على استخدامها هكذا، فان الفريق لا يطور فقط أعضائه بل يوظفهم بشكل أفضل.
وتأتي الفكرة من ان كل شخص لديه نفس المهارات يضعها في المكان الصحيح لانه هناك أجزاء عدة للمشروع فكل عضو في الفريق يقوم بتنفيذ جزء معين من العمل الجماعي، بينما يكون مطلعًا على ما قدمه العضو الأخر، والذي ليس لديه نفس المهارة المطلوبة لتنفيذ المشروع وحده، وبالتالي يكتسب مهارات من الاخرين، إذًا يتعلم الأعضاء بينما يعملون مع بعضهم البعض، بمعنى آخر الفرق الأساسية للتعليم هي شكل من أشكال النظائر الأساسية للتعليم والذين يعملون على إنجاز عملهم بشكل واحد، أعضاء الفريق هؤلاء - والذين لا يمتلكون مهارات محددة - يضعون احتياجاتهم لاستكمال المشروع بينما يطورون أو يحدثون مناطق أخرى في المشروع، في حالة الفرق الأساسية للتعليم، كل شخص هو جيد في شيء ما.

## التاريخ
أُسست وطورت الفرق التأسيسية للتعليم من قبل مؤسسة ديوك للتعليم وبرايس ووترهاوس كوبرز. عام 2005، رئيس مؤسسة ديوك للتعليم توم ايفازن، رئيس المكتب التعليمي في برايس ووترهاوس كوبرز بدءا باكتشاف البيئة التعليمية للتعليم في المستشفيات وامكانية نقلها لبيئات العمل في الشركات درسوا عدة أساليب تدريسية للمستشفيات، وبشكل محدد مستشفى جونز هوبكينز تدريس المستشفيات طور الأطباء (الباطنية والمقيمين) في مساق تقديم الرعاية الصحية للمرضى لم يكن هذا تعليم صفي بل تعليم ممارسة المداواة بينما تتعامل مع حالات مرضى حقيقية لديهم أمراض حقيقية عملية التعليم مدمجة مع عملية العمل.

## تطبيقات على فرقالأعمال التجارية
روزينبلم، ايفانز ومعاونيهم قضوا عامين ليفهمو كيفية التعليم في المستشفى ويكتشفون ما هي نوعية الإجراءات التي يمكن ان تطبق على فرق العمل التجاري. وتوصل إلى أربعة نظريات وخمسة ممارسات لنقلها إلى عالم التجارة.

### المبادئ
وتجري هذه المسائلة من قبل ما يسمى عملية ضمان الجاهزية، وذلك من خلال:
- إجابة الأفراد (مجموعة أسئلة عددها من 5- 15 سؤال) اختبار ضمان الجاهزية (أي ار ايه تي).
- فوري بعد ذلك إجراء نفس الامتحان مرة أخرى مع أعضاء الفريق الواحد على ورقة منفردة (تي ار ايه تي).
- الطلاب، الذين استلموا بطبيعة الحال نتائجهم كأفراد ونتائج فرقهم عليهم يسجلوا اجوبتهم على اية أسئلة كان الفريق قد فوتها اثناء الـ تي ار ايه تي، وإذا كانوا قد دونوه من إجابات يدعم رؤيتهم.
- المعلم يجمع الأسئلة التي أجاب عليها الطلاب.

التحفيز على العمل سويًا كفريق بشكل فعال، من خلال اعطاء نقاط للمساق لنشاطات الفريق (مثل التي ار ايه تي)، اما السمة المميزة لنشاطات الفريق فهي المشاريع الطويلة المدى، وهي تلك التي يقوم الفريق بالعمل عليها لفترة أطول معتمدًا على ما تعلمه، يتم اعطائه نقاط بناء على ترابط الفريق سويًا.
ومن الضرورة اعطاء العلامات كنوع من العرفان للعضو الذي قدم أداءً وتعاونًا، وفي المقابل يتم حجب وإبعاد العضو الذي تواكل على أعضاء الفريق ولم يبذل جهدا.

### في التدريبات الصفية والتي هي كما يلي
- التخصيص (المتعلقة بأهمية أهداف المساق، وتهتم بمستقبل عمل الطالب والذي يفترض أن الدورة حضرته له).
- متشابه مع كل الفرق في الدورة أو المساق،
- عن صنع القرار- تقديم إجابة بسيطة- مبنية على تحليلات معقدة للبيانات أو تطبيقات عناصر المساق.
- بالمحازاة وفي نفس الوقت يتم تمرير التقارير وتقييمها لكل الصف من قبل المعلم أو المدرب.

التعلم القائم على المشكل- استخدام المشاكل المواجهة في مساق العمل كمحتوى لتعليم النقاط المطروحة في المساق- دفع المسؤولية المدمجة مع الدعم لأكثر أعضاء الفريق حداثة في العمل يحقق التعلم، لا تقل لأحد- استخدم اسلوب التساؤل والتحقق (المبدأ السقراطي) للتدريس أفضل من مجرد إعطاء الاجابات أو حل المشكلة من قبل الزبون أو مالك المشروع- الافراد لديهم إحساس عميق بالمسؤولية والحماس لان الزبائن يخصوهم والمشاريع مدعومة من أكثر الأعضاء خبرة في الفريق التعلم القائم على المشكلة- استغلال المشاكل التي يواجهها الفريق كمحتوى لنقاط تعليمية مطروحة في المساق- ادماج أكثر المنضمين للفريق حداثة في مسؤوليات العمل لتحقيق التعليم لباقي الفريق- كلما اسخدمنا اسلوب التحقق والتساؤل كان ذلك (المبدأ السقراطي) كان ذلك أفضل لعملية التدريس من مجرد اعطاء إجابات أو حلول سهلة للمشاكل- كلما كانت المشاريع مدعومة من قبل أكثر الأعضاء خبرة داخل الفريق كلما شعر بقية الأعضاء بالانتماء للمشروع وبأن زبون العمل يخصهم.

## الإجراءات
الجولات:-	اللقاءات حيثما عضو الفريق الأقل خبرة يعرض قضية أو تحدي أو يوصي ورشة عمل لأعمال الفريق-
-	عضو الفريق يقود الأحداث التنموية لبقية الأعضاء مركزًا على تقنيات محددة أو مواضيع ثانوية - عضو الفريق الأقل خبرة يرافق عضو الفريق الأكثر خبرة للقاء على الأغلب لا يحضران فيه المراقبة ورجع الصدى.
-	النشاط المحدد هو مراقب، ويستخدم مبدأ سقراط، وتعطى الدروس المستفادة لمنتديات التدريب- من خلال المراجعة والنقاش استخدام الأخطاء والنجاحات المحققة كوضع قائم للتعلم من خلاله هذا أمر مماثل لاستعراض عملي فيما بعد.

## تفعيل العمل به
مهمة تدريس المستشفيات هو لتطوير الأطباء وتنميتهم، بينما الشركات تتبنى بجدية الرغبة في تطوير موظفيها، وغالبا ما ينظر للأنشطة العمالية على انها منفصلة، ويصبح الهدف الأكثر الحاحًا هو إنجاز الأعمال فقط.
الأعمال التجارية ليست محفزة كما تعليم المستشفيات لتطوير الأشخاص في مهنهم لهذا السبب، فشلت عملية نقل نموذج تدريس المستشفيات للأعمال التجارية، وذلك لأن الجوانب النافعة في المستشفيات والتي تحفز العاملين بها لا تقوم بنفس الدور لموظفين المؤسسات والمنظمات التجارية.
من له الأقدمية في الفريق يتوجب عليه قضاء وقت إضافي لمراقبة الحديثين في الفريق (الناشئين)، وعلى أية حال، هذا الوقت الإضافي يأت بثماره في زيادة الانتاجية المتمثلة في نجاح المهام وأخذها إلى مستوى أقل ومثل هذا التفويض يحرر وقت أصحاب الاقدمية في الفريق، والناشئون يستمتعون بالحصول على ملكية المشاريع (مع الدعم) وهم أكثر حماسًا للعمل، النتائح النهائية تتمثل في إنهاء الفريق لمزيد من الأعمال، النائشون يتطورون أسرع، وترتفع معنويات الفريق وتقديره لنفسه.

## العيوب
بعض الناس وبكل بساطة لا يحبذون فكرة الارتباط بمجموعة في العمل، مما يعرض الفريق أو المجموعة لسلبيات مثل عدم تواصل بعض أعضاء الفريق الذين ربما يكونوا كسولين، مما يعيق عملية توجيه المهام في الفريق وحدوث بعض السلبيات التي تولد فرصًا أكبر للصراع بين الأفراد المتعلمين، وتجعل عملية اتخاذ القرارات تأخذ مدة أطول. كما من الممكن حدوث انعزال للأفراد داخل الفريق، والفرد الأقل انفتاحًا على الفريق ممكن أن يشعر بالغربة بين الفريق مما يجعله يتردد في المشاركة، ولذا يتوجب على المدرب التدخل ويحقق القيادة داخل الفريق.